# Brain Damage
Brain Damage is een nummer van Pink Floyd. Het is afkomstig van hun album The Dark Side of the Moon. Het nummer wordt soms aangeduid als 'The Dark Side of the Moon', hetgeen voortkomt uit het feit dat dat de werktitel van het lied was. Uiteindelijk werd dat gebruikt als titel voor het album. Het gebruik als werktitel leverde dan wel op dat de tekst "(I’ll see you on the) Dark Side of the Moon" terug te vinden is in dit lied. Tijdens de inspeeltournee kreeg het als titel Lunatic, verwijzend naar de openingszin. Soms wordt het nummer gekoppeld aan Eclipse. Er is nauwelijks een overgang hoorbaar tussen beide nummers.
Waters schreef het nummer naar aanleiding van de geestelijke onthechting van voormalig Pink Floyd-lid Syd Barrett. Een van de regels "And if the band you're in starts playing different tunes..." verwijst naar Pink Floydconcerten waarbij de geestelijk instabiele Barrett soms een ander lied zong, dan dat de band speelde. De openigszin "The lunatic is on the grass" verwijst naar het beroemde bordje Please keep off the grass, waarbij de waarschuwing stond dat bij overtreding er geestelijke schade zou kunnen worden opgelopen. Waters had het gras van King's College (Cambridge) voor ogen. Waters heeft daarbij voor zover bekend nooit verwezen naar de bijbetekenis van grass: Cannabis. 
Speak to Me ·
Breathe ·
On the Run ·
Time ·
The Great Gig in the Sky ·
Money ·
Us and Them ·
Any Colour You Like ·
Brain Damage ·
Eclipse